# Vagenatha albispina
Vagenatha albispina là một loài tò vò trong họ Ichneumonidae.